# Janina Morgensztern
Janina Morgensztern, z domu Szafran (ur. 18 lipca 1903, zm. 23 czerwca 1970 w Warszawie) – polska historyk żydowskiego pochodzenia, wieloletni pracownik naukowy Żydowskiego Instytutu Historycznego, specjalizująca się w historii Żydów w Polsce w XVI-XVII wieku.
Pochowana jest na cmentarzu żydowskim przy ulicy Okopowej w Warszawie.

## Wybrane publikacje
Wybrane publikacje w Biuletynie Żydowskiego Instytutu Historycznego:
- Uwagi i Żydach sefardyjskich w Zamościu w latach 1588-1650, 1961, nr 38
- O osadnictwie żydowskim w Zamościu na przełomie XVI i XVII w., 1962, nr 43-44
- Regesty dokumentów z Metryki Koronnej i Sigillat do historii Żydów w Polsce z lat 1574-1586, 1963, nr 47-48, s. 115-129
- Regesty dokumentów z Metryki Koronnej i Sigillat do historii Żydów w Polsce z lat 1588-1632, 1964, nr 51, s. 59-78
- O działalności gospodarczej Żydów w Zamościu w XVI i XVII w., 1965, nr 53, s. 15
- Regesty dokumentów z Metryki Koronnej i Sigillat do historii Żydów w Polsce z lat 1633-1660, 1966, nr 58, s. 107-150
- Regesty dokumentów z Metryki Koronnej i Sigillat do historii Żydów w Polsce z lat 1660-1668, 1968, nr 67, s. 67-109
- Regesty dokumentów z Metryki Koronnej i Sigillat do historii Żydów w Polsce z lat 1669-1696, 1969, nr 69, s. 71-109
- Podatki Żydów w Ordynacji Zamojskiej w XVI i XVII w., 1969, nr 71-72, s. 9-38